# Le Houpet
Le Houpet est un hameau de la commune belge de Ferrières en province de Liège. 
Avant la fusion des communes, le hameau faisait déjà partie de la commune de Ferrières.

## Situation et description
Implanté sur le versant nord du ruisseau des Longs Prés, un affluent du ruisseau de la Logne, le hameau du Houpet étire sa quarantaine d'habitations le long d'une rue en côte qui finit par rejoindre la route nationale 66 Huy-Stavelot. Les constructions les plus anciennes du hameau sont des fermettes construites parfois en pierre calcaire mais plus souvent en moellons de grès. Le Houpet avoisine les hameaux de Lognoul, La Fagnoul et Lantroul.

## Patrimoine
Au sommet du hameau, à hauteur du carrefour avec la route nationale 66, se trouve une petite chapelle dédiée au Sacré-Cœur de Jésus. Elle date de 1902 et est entourée d'une imposante enceinte grillagée appelée le pré Grande-Dame où l'on trouve aussi la croix dite de l'Afru ou croix Charette.